# Український Архів-Музей (Чикаго)
Украї́нський Архі́в-Музе́й — музей, заснований Сіменович-Сіменс Мирославом у Чикаго в 1952 р.
У 1953 р. створено тимчасову кураторію музею. Загальні збори її відбулися у 1954 р. за участі 65 членів у домі УНСоюзу. Президентом Ради директорів обрано Мирослава Сіменовича. Директором Управи музею став Юліан Кременецький. Музей відкрився першою виставкою у грудні 1954 р. в залі старої школи о. Василіан. Виставку відвідало 637 осіб.
Спершу музей розгорнуто в приміщенні Пласту (в домівці УНСоюзу). У 1956 р. для музею було викуплено 3-поверховий будинок за адресою 2453 W Chicago avenue.
У 1958 році Український Архів-Музей об'єднано з онтарійським музеєм, який базувався в Каліфорнії. Спільну установу назвали Українським національним музеєм.